# Hedwig Funkenhauser
Hedwig Funkenhauser (Satu Mare, 26 de agosto de 1969) es una deportista alemana nacida en Rumanía que compitió en esgrima, especialista en la modalidad de espada. Su hermana Zita-Eva compitió en el mismo deporte.
Ganó una medalla de plata en el Campeonato Mundial de Esgrima de 1993, en la prueba por equipos.
Pertenece a una familia de alemanes de Satu Mare que emigró de Rumanía a Alemania en 1979. Estudió Farmacia en la Universidad de Wurzburgo, y después de retirarse de la competición se dedicó a trabajar en su profesión.

## Palmarés internacional
| Campeonato Mundial | Campeonato Mundial | Campeonato Mundial | Campeonato Mundial |
| Año                | Lugar              | Medalla            | Prueba             |
| ------------------ | ------------------ | ------------------ | ------------------ |
| 1993               | Essen (Alemania)   | Medalla de plata   | Espada por equipos |